# 華想夢想紙
『華想夢想紙』（かそうむそうし）は、2005年11月23日に発売した日本のヴィジュアル系バンド、アリス九號.の3作目のアルバム。

## 解説
- 3ヶ月連続リリースされたシングル3作（全6曲）に新曲を加えたミニアルバム。
- 「白夜ニ黒猫」は、将と虎が前にやっていたバンド・ギブスのカバー曲。
- スーパーバイザーとしてKagrra,の真(Gu)が手掛けている。
- CDジャーナルは「キャッチーで耳に残るメロディが印象的。」と批評した。[1]

## 収録曲
1. 聖者のパレード
  - 作詞：将  作曲：アリス九號.
2. 銀の月 黒い星
  - 作詞：将  作曲：アリス九號.
3. 闇ニ散ル桜
  - 作詞：将  作曲：アリス九號
4. 白夜ニ黒猫
  - 作詞：将  作曲：アリス九號
5. 百合は蒼く咲いて
  - 作詞：将  作曲：アリス九號
6. 光彩ストライプ
  - 作詞：将  作曲：アリス九號
7. 無限の花
  - 作詞：将  作曲：アリス九號